# Bohorrörbock
Bohorrörbock (Redunca redunca) är en art i släktet rörbockar som lever i Afrika.

## Kännetecken
Bohorrörbocken är en medelstor antilop med en mankhöjd på mellan 70 och 90 centimeter och en vikt på upp till 55 kilogram. Hanarna är större än honorna och bär till skillnad från honorna horn. Dessa kan bli upp till omkring 40 centimeter långa och har en spets som pekar framåt. Pälsen är rödbrunaktig till gråbrunaktig med ljusare vit undersida. På frambenen finns svarta teckningar.

## Utbredning
Bohorrörbocken har vid utbredning i centrala Afrika, och förekommer på skogklädda savanner och flodslätter från norra Senegal, Gambia och sydvästra Mauretanien och vidare österut till Etiopien. Från Etiopien förekommer den söderut till Tanganyikasjön och Ruvumafloden i Tanzania.

### Status
Bohorrörbocken betraktas som livskraftig av IUCN och sammantaget uppskattas det finnas något över 100 000 individer, men populationstrenden för artern är generellt sett nedåtgående, med undantag för några skyddade områden i östra Afrika.

## Levnadssätt
Bohorrörbocken kan leva ensam eller i små grupper, men under torrperioden kan djuren även bilda större flockar. Den föredrar regelbunden tillgång till vatten och födan består huvudsakligen av gräs. Honan föder vanligen endast en unge per dräktighet.